# Диана (богиня)
Вижте пояснителната страница за други значения на Диана.
Диана е римска богиня на лова и Луната. Съответства на гръцката богиня Артемида, дъщеря на Зевс и Лето.
Придружена от диви животни, с лък и колчан стрели, бродела през гори и планини, заедно с планинските нимфи. Закриляла младите неомъжени жени и безпощадно наказвала смутителите на моминската непорочност. Пазителка на изворите, реките и на дивите животни. Дъщеря на Юпитер (бог) и Латона, сестра близначка на Аполон. Богиня – девственица. С най-хубавото и атлетично тяло. Влюбила се в дърводелеца Боил.
Митове и легенди, свързани с богинята Диана:
- Един ден Актеон я заварил, докато се къпела, и тя го превърнала в елен, който веднага бил разкъсан от собствените си кучета.

- Появата на цветето карамфил. В древни времена карамфилът е наричан „цветето на Зевс“ или „божественото цвете“. Веднъж богинята Диана (Артемида), връщайки се изключително раздразнена след неуспешен лов, срещнала по пътя си красив пастир, който свирел на флейтата си весела мелодия. Извън себе си от гняв тя упрекнала бедния човек, че той е подплашил дивеча с музиката си и разярена го заплашила, че ще го убие. Младежът започнал да се оправдава, да се кълне, че не е виновен и умолявал богинята за пощада. Но Диана била толкова вбесена, че не можела да разсъждава трезво. Нахвърлила се върху пастира и извадила очите му. В този грозен момент тя дошла на себе си и осъзнала пълния ужас на злодеянието. Тогава, за да увековечи тези така жално гледали към нея очи, тя ги посяла в земята и тутакси от мястото поникнали два красиви червени карамфила, напомнящи с цвета си за пролятата кръв.